# Kamenný vrch u Heraltic
Kamenný vrch u Heraltic este o arie protejată (arie specială de conservare — SAC, sit de importanță comunitară — SCI) din Republica Cehă întinsă pe o suprafață de 2,3 ha, integral pe uscat.

## Localizare
Centrul sitului Kamenný vrch u Heraltic este situat la coordonatele 49°14′35″N 15°43′14″E / 49.243056°N 15.720556°E.

## Înființare
Situl Kamenný vrch u Heraltic a fost declarat sit de importanță comunitară în mai 2016 pentru a proteja un număr necunoscut de specii din flora spontană și fauna sălbatică aflate în arealul zonei. Situl a fost protejat și ca arie specială de conservare în septembrie 2018.

## Biodiversitate
Situată în ecoregiunea continentală, aria protejată conține 1 habitat natural: Formațiuni ierboase bogate în specii de Nardus, dezvoltate pe substraturi silicioase în zone montane (și în zone submontane, în Europa continentală).
La baza desemnării sitului se află un număr nedeclarat de specii protejate.